# Evangelisk-lutherska kyrkan i Kenya
Evangelisk-lutherska kyrkan i Kenya (Kanisa la Kiinjili la Kilutheri Kenya) är ett lutherskt trossamfund, anslutet till National Council of Churches of Kenya, Lutherska nattvardsgemenskapen i Central- och Östafrika, All Africa Conference of Churches, Lutherska världsförbundet och Kyrkornas världsråd. 
1965 började Evangelisk-lutherska kyrkan i Tanzania hålla gudstjänster i Nairobi och Mombasa. Församlingar växte fram och 1968 registrerades arbetet i Kenya som en egen synod inom moderkyrkan i Tanzania. 
1992 registrerades man som ett eget trossamfund under namnet Kenya Evangelical Lutheran Church (KELC). 
KELC har idag över 30 000 medlemmar fördelade på åtta församlingar.